# Liste der Staatsoberhäupter 1974
Übersicht
◄◄ | ◄ | 1970 | 1971 | 1972 | 1973 | Liste der Staatsoberhäupter 1974 | 1975 | 1976 | 1977 | 1978 | ► | ►►

Weitere Ereignisse

## Afrika
- Ägypten
  - Staatsoberhaupt: Präsident Anwar as-Sadat (1970–1981) (1973–1974, 1980–1981 Ministerpräsident)
  - Regierungschef:
    - Ministerpräsident Anwar as-Sadat (1973–25. September 1974, 1980–1981) (1970–1981 Präsident)
    - Ministerpräsident Abd al-Aziz Muhammad Hidschazi (25. September 1974–1975)

- Algerien
  - Staats- und Regierungschef: Präsident des Revolutionsrats Houari Boumedienne (1965–1978) (ab 1976 Präsident)

- Äquatorialguinea
  - Staats- und Regierungschef: Präsident Francisco Macías Nguema (1968–1979)

- Äthiopien (bis 12. September 1974 Kaiserreich)
  - Staatsoberhaupt:
    - Kaiser Haile Selassie (1930–12. September 1974) (1936–1941 im Exil)
    - Vorsitzender des provisorischen militärischen Verwaltungsrats Aman Andom (12. September 1974–17. November 1974)
    - Vorsitzender des provisorischen militärischen Verwaltungsrats Mengistu Haile Mariam (17. November 1974–28. November 1974, 1977–1987) (1987–1991 Präsident)
    - Vorsitzender des provisorischen militärischen Verwaltungsrats Tafari Benti (28. November 1974–1977)

  - Regierungschef:
    - Ministerpräsident Aklilu Habte-Wold (1961–28. Februar 1974)
    - Ministerpräsident Endelkachew Makonnen (28. Februar 1974–22. Juli 1974)
    - Ministerpräsident Mikael Imru (22. Juli 1974–12. September 1974) (Amt abgeschafft)

- Botswana
  - Staats- und Regierungschef: Präsident Seretse Khama (1966–1980)

- Burundi
  - Staats- und Regierungschef: Präsident Michel Micombero (1966–1976) (1966 Ministerpräsident)

- Dahomey (ab 1975 Benin)
  - Staats- und Regierungschef: Präsident Mathieu Kérékou (1972–1991, 1996–2006)

- Elfenbeinküste
  - Staats- und Regierungschef: Präsident Félix Houphouët-Boigny (1960–1993)

- Gabun
  - Staats- und Regierungschef: Präsident Omar Bongo (1967–2009)

- Gambia
  - Staats- und Regierungschef: Präsident Dawda Jawara (1970–1994) (1965–1970 Ministerpräsident)

- Ghana
  - Staats- und Regierungschef: Vorsitzender des Nationalen Erfüllungsrats Ignatius Kutu Acheampong (1972–1978) (ab 1975 Vorsitzender des obersten Militärrats)

- Guinea
  - Staatsoberhaupt: Präsident Ahmed Sékou Touré (1958–1984)
  - Regierungschef: Ministerpräsident Louis Lansana Béavogui (1972–1984)

- Guinea-Bissau (Unabhängigkeit am 24. September 1973 erklärt; am 10. September 1974 anerkannt)
  - Staatsoberhaupt: Vorsitzender des Staatsrats Luís Cabral (1973–1980)
  - Regierungschef: Premierminister Francisco Mendes (1973–1978)

- Kamerun
  - Staats- und Regierungschef: Präsident Ahmadou Ahidjo (1960–1982)

- Kenia
  - Staats- und Regierungschef: Präsident Jomo Kenyatta (1964–1978) (1963–1964 Ministerpräsident)

- Volksrepublik Kongo (1960–1970 Kongo-Brazzaville; ab 1992 Republik Kongo)
  - Staatsoberhaupt: Präsident Marien Ngouabi (1968, 1969–1977)
  - Regierungschef: Ministerpräsident Henri Lopès (1973–1975)

- Lesotho
  - Staatsoberhaupt: König Moshoeshoe II. (1966–1970, 1970–1990, 1995–1996)
  - Regierungschef: Ministerpräsident Leabua Jonathan (1966–1986) (1970 Staatsoberhaupt)

- Liberia
  - Staats- und Regierungschef: Präsident William R. Tolbert, Jr. (1971–1980)

- Libyen
  - Staatsoberhaupt: Vorsitzender des Revolutionären Kommandorats Muammar al-Gaddafi (1969–1979) (1979–2011 Revolutionsführer)
  - Regierungschef: Ministerpräsident Abd as-Salam Dschallud (1972–1977)

- Madagaskar
  - Staatsoberhaupt: Präsident Gabriel Ramanantsoa (1972–1975) (1972–1975 Ministerpräsident)
  - Regierungschef: Ministerpräsident Gabriel Ramanantsoa (1972–1975) (1972–1975 Präsident)

- Malawi
  - Staats- und Regierungschef: Präsident Hastings Kamuzu Banda (1966–1994) (1964–1966 Ministerpräsident)

- Mali
  - Staats- und Regierungschef: Präsident Moussa Traoré (1968–1991)

- Marokko
  - Staatsoberhaupt: König Hassan II. (1961–1999)
  - Regierungschef: Ministerpräsident Ahmed Osman (1972–1979)

- Mauretanien
  - Staats- und Regierungschef: Präsident Moktar Ould Daddah (1960–1978)

- Mauritius
  - Staatsoberhaupt: Königin Elisabeth II. (1968–1992)
    - Generalgouverneur: Raman Osman (1972–1977)

  - Regierungschef: Premierminister Seewoosagur Ramgoolam (1968–1982) (1983–1985 Generalgouverneur)

- Niger
  - Staats- und Regierungschef:
    - Präsident des Obersten Militärrats Hamani Diori (1960–15. April 1974)
    - Präsident des Obersten Militärrats Seyni Kountché (17. April 1974–1987)

- Nigeria
  - Staats- und Regierungschef: Chef der Militärischen Bundesregierung Yakubu Gowon (1966–1975)

- Obervolta (ab 1984 Burkina Faso)
  - Staatsoberhaupt: Präsident Sangoulé Lamizana (1966–1980) (1974–1980 Ministerpräsident)
  - Regierungschef:
    - Ministerpräsident Gérard Kango Ouédraogo (1971–8. Februar 1974)
    - Ministerpräsident Sangoulé Lamizana (8. Februar 1974–1980) (1966–1980 Präsident)

- Rhodesien (international nicht anerkannt) (seit 1980 Simbabwe)
  - Staatsoberhaupt: Präsident Clifford Dupont (1970–1975) (1965–1970 Verwaltungsoffizier der Regierung)
  - Regierungschef: Ministerpräsident Ian Smith (1965–1979)

- Ruanda
  - Staats- und Regierungschef: Präsident Juvénal Habyarimana (1973–1994)

- Sambia
  - Staatsoberhaupt: Präsident Kenneth Kaunda (1964–1991)
  - Regierungschef: Ministerpräsident Mainza Chona (1973–1975, 1977–1978)

- Senegal
  - Staatsoberhaupt: Präsident Léopold Sédar Senghor (1960–1980)
  - Regierungschef: Premierminister Abdou Diouf (1970–1980) (1981–2000 Präsident )

- Sierra Leone
  - Staatsoberhaupt: Präsident Siaka Stevens (1971–1985) (1967, 1968–1971 Ministerpräsident)
  - Regierungschef: Ministerpräsident Sorie Ibrahim Koroma (1971–1975)

- Somalia
  - Staats- und Regierungschef: Präsident Siad Barre (1969–1991)

- Südafrika
  - Staatsoberhaupt: Präsident Jacobus Johannes Fouché (1968–1975)
  - Regierungschef: Ministerpräsident Balthazar Johannes Vorster (1966–1978) (1978–1979 Präsident)

- Sudan
  - Staatsoberhaupt: Präsident Dschafar an-Numairi (1969–1971, 1971–1985) (1969–1976, 1977–1985 Ministerpräsident)
  - Regierungschef: Ministerpräsident Dschafar an-Numairi (1969–1976, 1977–1985) (1969–1971, 1971–1985 Präsident)

- Swasiland
  - Staatsoberhaupt: König Sobhuza II. (1968–1982)
  - Regierungschef: Premierminister Makhosini Dlamini (1968–1976)

- Tansania
  - Staatsoberhaupt: Präsident Julius Nyerere (1962–1985) (1961–1962 Ministerpräsident)
  - Regierungschef: Ministerpräsident Rashidi Kawawa (1972–1977)

- Togo
  - Staats- und Regierungschef: Präsident Étienne Eyadéma (1967–2005) (ab 8. Mai 1974 Gnassingbé Eyadéma)

- Tschad
  - Staats- und Regierungschef: Präsident Ngarta Tombalbaye (1960–1975)

- Tunesien
  - Staatsoberhaupt: Präsident Habib Bourguiba (1957–1987)
  - Regierungschef: Ministerpräsident Hédi Nouira (1970–1980)

- Uganda
  - Staats- und Regierungschef: Präsident Idi Amin (1971–1979)

- Zaïre (bis 1964 Kongo-Léopoldville, 1964–1971, seit 1997 Demokratische Republik Kongo)
  - Staats- und Regierungschef: Präsident Mobutu Sese Seko (1965–1997)

- Zentralafrikanische Republik
  - Staats- und Regierungschef: Präsident Jean-Bédel Bokassa (1966–1979) (ab 1976 Kaiser)

## Amerika

### Nordamerika
- Kanada
  - Staatsoberhaupt: Königin Elisabeth II. (1952–2022)
    - Generalgouverneur:
      - Roland Michener (1967–14. Januar 1974)
      - Jules Léger (14. Januar 1974–1979)

  - Regierungschef: Premierminister Pierre Trudeau (1968–1979, 1980–1984)

- Mexiko
  - Staats- und Regierungschef: Präsident Luis Echeverría Álvarez (1970–1976)

- Vereinigte Staaten von Amerika
  - Staats- und Regierungschef:
    - Präsident Richard Nixon (1969–9. August 1974)
    - Präsident Gerald Ford (9. August 1974–1977)

### Mittelamerika
- Bahamas
  - Staatsoberhaupt: Königin Elisabeth II. (1973–2022)
    - Generalgouverneur: Milo Butler (1973–1979)

  - Regierungschef: Premierminister Lynden O. Pindling (1973–1992)

- Barbados
  - Staatsoberhaupt: Königin Elisabeth II. (1966–2021)
    - Generalgouverneur Arleigh Winston Scott (1967–1976)

  - Regierungschef: Premierminister Errol Walton Barrow (1966–1976, 1986–1987)

- Costa Rica
  - Staats- und Regierungschef:
    - Präsident José Figueres Ferrer (1970–8. Mai 1974)
    - Präsident Daniel Oduber Quirós (8. Mai 1974–1978)

- Dominikanische Republik
  - Staats- und Regierungschef: Präsident Joaquín Balaguer (1950–1962, 1966–1978, 1986–1996)

- El Salvador
  - Staats- und Regierungschef: Präsident Arturo Armando Molina (1972–1977)

- Grenada (1974 Unabhängigkeit)
  - Staatsoberhaupt: Königin Elisabeth II. (7. Februar 1974–2022)
    - Generalgouverneur Leo de Gale (7. Februar 1974–1978)

  - Regierungschef: Premierminister Eric Gairy (7. Februar 1974–1979)

- Guatemala
  - Staats- und Regierungschef:
    - Präsident Carlos Arana Osorio (1970–1. Juli 1974)
    - Präsident Kjell Eugenio Laugerud García (1. Juli 1974–1978)

- Haiti
  - Staats- und Regierungschef: Präsident Jean-Claude Duvalier (1971–1986)

- Honduras
  - Staats- und Regierungschef: Präsident Oswaldo López Arellano (1963–1971, 1972–1975) (1956–1957 Mitglied des militärischen Regierungsrats)

- Jamaika
  - Staatsoberhaupt: Königin Elisabeth II. (1962–2022)
    - Generalgouverneur: Florizel Glasspole (1973–1991)

  - Regierungschef: Premierminister Michael Manley (1972–1980, 1989–1992)

- Kuba
  - Staatsoberhaupt: Präsident Osvaldo Dorticós Torrado (1959–1976)
  - Regierungschef: Ministerpräsident Fidel Castro (1959–2008) (1976–2008 Präsident des Staatsrats und Präsident des Ministerrats)

- Nicaragua
  - Staats- und Regierungschef:
    - Nationale Regierungsjunta:
      - Alfonso Lovo Cordero (1972–1. Dezember 1974)
      - Roberto Martínez Lacayo (1972–1. Dezember 1974)
      - Edmundo Paguaga Irías (1973–1. Dezember 1974)

    - Präsident Anastasio Somoza Debayle (1967–1972, 1. Dezember 1974–1979)

- Panama
  - Staats- und Regierungschef: Präsident Demetrio Basilio Lakas (1969–1978)

- Trinidad und Tobago
  - Staatsoberhaupt: Königin Elisabeth II. (1962–1976)
    - Generalgouverneur: Ellis Clarke (1972–1976) (1976–1987 Präsident)

  - Regierungschef: Ministerpräsident Eric Eustace Williams (1962–1981)

### Südamerika
- Argentinien
  - Staats- und Regierungschef:
    - Präsident Juan Perón (1946–1955, 1973–1. Juli 1974)
    - Präsidentin Isabel Martínez de Perón (1. Juli 1974–1976)

- Bolivien
  - Staats- und Regierungschef: Präsident Hugo Banzer (1971–1978, 1997–2001)

- Brasilien
  - Staats- und Regierungschef:
    - Präsident Emílio Garrastazu Médici (1969–15. März 1974)
    - Präsident Ernesto Geisel (15. März 1974–1979)

- Chile
  - Staats- und Regierungschef:
    - Militärjunta Augusto Pinochet, José Toribio Merino, Gustavo Leigh, César Mendoza (1973–27. Juni 1974)
    - Präsident Augusto Pinochet (27. Juni 1974–1990)

- Ecuador
  - Staats- und Regierungschef: Präsident Guillermo Rodríguez Lara (1972–1976)

- Guyana
  - Staatsoberhaupt: Präsident Arthur Chung (1970–1980)
  - Regierungschef: Ministerpräsident Forbes Burnham (1966–1980) (1980–1985 Präsident)

- Kolumbien
  - Staats- und Regierungschef:
    - Präsident Misael Pastrana Borrero (1970–7. August 1974)
    - Präsident Alfonso López Michelsen (7. August 1974–1978)

- Paraguay
  - Staats- und Regierungschef: Präsident Alfredo Stroessner (1954–1989)

- Peru
  - Staatsoberhaupt: Präsident Juan Velasco Alvarado (1968–1975)
  - Regierungschef: Ministerpräsident Edgardo Mercado Jarrín (1973–1975)

- Uruguay
  - Staats- und Regierungschef: Präsident Juan María Bordaberry (1972–1976)

- Venezuela
  - Staats- und Regierungschef:
    - Präsident Rafael Caldera (1969–12. März 1974, 1994–1999)
    - Präsident Carlos Andrés Pérez (12. März 1974–1979, 1989–1993)

## Asien

### Ost-, Süd- und Südostasien
- Bangladesch
  - Staatsoberhaupt: Präsident Mohammad Mohammadullah (1973–1975)
  - Regierungschef: Ministerpräsident Mujibur Rahman (1972–1975) (1971–1972, 1975 Präsident)

- Bhutan
  - Staats- und Regierungschef: König Jigme Singye Wangchuck (1972–2006)

- Burma (heute Myanmar)
  - Staatsoberhaupt: Präsident Ne Win (1962–1981) (bis 9. November 1974 Vorsitzender des Revolutionsrats) (1958–1960, 1962–1974 Ministerpräsident)
  - Regierungschef:
    - Ministerpräsident Ne Win (1958–1960, 1962–4. März 1974) (1962–1974 Vorsitzender des Revolutionsrats; 1974–1981 Präsident)
    - Ministerpräsident Sein Win (4. März 1974–1977)

- Republik China (Taiwan)
  - Staatsoberhaupt: Präsident Chiang Kai-shek (1950–1975) (1928–1931, 1943–1948 Vorsitzender der Nationalregierung Chinas, 1948–1949 Präsident von Nationalchina; 1930–1931, 1935–1938, 1939–1945, 1947 Ministerpräsident von Nationalchina)
  - Regierungschef: Ministerpräsident Chiang Ching-kuo (1972–1978) (1978–1988 Präsident)

- Volksrepublik China
  - Parteichef: Vorsitzender der Kommunistischen Partei Chinas Mao Zedong (1943–1976) (1949–1954 Vorsitzender der zentralen Volksregierung; 1954–1959 Präsident)
  - Staatsoberhaupt: Präsident Dong Biwu (1968–1975) (kommissarisch)
  - Regierungschef: Ministerpräsident Zhou Enlai (1949–1976)

- Indien
  - Staatsoberhaupt:
    - Präsident V. V. Giri (1969, 1969–24. August 1974)
    - Präsident Fakhruddin Ali Ahmed (24. August 1974–1977)

  - Regierungschef: Premierministerin Indira Gandhi (1966–1977, 1980–1984)

- Indonesien
  - Staats- und Regierungschef: Präsident Suharto (1967–1998)

- Japan
  - Staatsoberhaupt: Kaiser Hirohito (1926–1989)
  - Regierungschef:
    - Premierminister Kakuei Tanaka (1972–9. November 1974)
    - Premierminister Takeo Miki (9. November 1974–1976)

- Kambodscha
  - Staatsoberhaupt: Präsident Lon Nol (1972–1975) (1966–1967, 1971–1972 Ministerpräsident)
  - Regierungschef: Ministerpräsident Long Boret (1973–1975)

- Nordkorea
  - de-facto Herrscher: Kim Il-sung (1948–1994)
  - Staatsoberhaupt: Präsident: Kim Il-sung (1972–1994)
  - Regierungschef: Ministerpräsident Kim Il (1972–1976)

- Südkorea
  - Staatsoberhaupt: Präsident Park Chung-hee (1962–1979)
  - Regierungschef: Ministerpräsident Kim Jong-pil (1971–1975, 1998–2000)

- Laos
  - Staatsoberhaupt: König Savang Vatthana (1959–1975)
  - Regierungschef: Ministerpräsident Souvanna Phouma (1951–1954, 1956–1958, 1960, 1962–1975)

- Malaysia
  - Staatsoberhaupt: Oberster Herrscher Abdul Halim Mu’adzam Shah (1970–1975)
  - Regierungschef: Ministerpräsident Abdul Razak (1959, 1970–1976)

- Malediven
  - Staats- und Regierungschef: Präsident Ibrahim Nasir (1968–1978) (1957–1968 Ministerpräsident)

- Nepal
  - Staatsoberhaupt: König Birendra (1972–2001)
  - Regierungschef: Ministerpräsident Nagendra Prasad Rijal (1973–1975, 1986)

- Pakistan
  - Staatsoberhaupt: Präsident Fazal Ilahi Chaudhry (1973–1978)
  - Regierungschef: Ministerpräsident Zulfikar Ali Bhutto (1973–1977) (1971–1973 Präsident)

- Philippinen
  - Staats- und Regierungschef: Präsident Ferdinand Marcos (1965–1986)

- Singapur
  - Staatsoberhaupt: Präsident Benjamin Henry Sheares (1971–1981)
  - Regierungschef: Premierminister Lee Kuan Yew (1959–1990)

- Sikkim (unter indischer Suzeränität)
  - Staatsoberhaupt: König Palden Thondup Namgyal (1963–1975)
  - Regierungschef:
    - Ministerpräsident B.S. Das (1973–23. Juli 1974)
    - Ministerpräsident Kazi Lhendup Dorji (23. Juli 1974–1975)

- Sri Lanka
  - Staatsoberhaupt: Präsident William Gopallawa (1972–1978) (1962–1972 Generalgouverneur)
  - Regierungschef: Premierministerin Sirimavo Bandaranaike (1960–1965, 1970–1977, 1994–2000)

- Thailand
  - Staatsoberhaupt: König Rama IX. Bhumibol Adulyadej (1946–2016)
  - Regierungschef: Ministerpräsident Sanya Dharmasakti (1973–1975)

- Nordvietnam
  - Staatsoberhaupt: Präsident Tôn Đức Thắng (1969–1976) (1976–1980 Präsident von Vietnam)
  - Regierungschef: Ministerpräsident Phạm Văn Đồng (1955–1976) (1976–1987 Vorsitzender des Ministerrats von Vietnam)

- Südvietnam
  - Staatsoberhaupt: Präsident Nguyễn Văn Thiệu (1965–1975)
  - Regierungschef: Ministerpräsident Trần Thiện Khiêm (1969–1975)

### Vorderasien
- Bahrain
  - Staatsoberhaupt: Emir Isa II. (1971–1999)
  - Regierungschef: Ministerpräsident Chalifa ibn Salman Al Chalifa (1971–2020)

- Irak
  - Staats- und Regierungschef: Präsident Ahmad Hasan al-Bakr (1968–1979) (1963 Ministerpräsident)

- Iran
  - Staatsoberhaupt: Schah Mohammad Reza Pahlavi (1941–1979)
  - Regierungschef: Ministerpräsident Amir Abbas Hoveyda (1965–1977)

- Israel
  - Staatsoberhaupt: Präsident Ephraim Katzir (1973–1978)
  - Regierungschef:
    - Ministerpräsidentin Golda Meïr (1969–3. Juni 1974)
    - Ministerpräsident Jitzchak Rabin (3. Juni 1974–1977, 1992–1995)

- Nordjemen
  - Staatsoberhaupt:
    - Vorsitzender des Präsidentschaftsrates Abdul Rahman al-Iriani (1967–13. Juni 1974) (1963–1964 Ministerpräsident)
    - Vorsitzender des Kommandorates Ibrahim al-Hamdi (13. Juni 1974–1977) (ab 1975 Präsident)

  - Regierungschef:
    - Ministerpräsident Kadhi Abdullah al-Hagri (1972–10. Februar 1974)
    - Ministerpräsident Hassan Muhammad Makki (10. Februar 1974–22. Juni 1974)
    - Ministerpräsident Mohsin Ahmad al-Aini (1967, 1970–1971, 1971–1972, 22. Juni 1974–1975)

- Südjemen
  - Staatsoberhaupt: Vorsitzender des Präsidialrats Salim Rubai Ali (1969–1978)
  - Regierungschef: Ministerpräsident Ali Nasir Muhammad (1971–1985) (1978, 1980–1986 Präsident)

- Jordanien
  - Staatsoberhaupt: König Hussein (1952–1999)
  - Regierungschef: Ministerpräsident Zaid ar-Rifaʿi (1973–1976, 1985–1989)

- Katar
  - Staats- und Regierungschef: Emir Chalifa bin Hamad Al Thani (1972–1995)

- Kuwait
  - Staatsoberhaupt: Emir Sabah III. as-Salim as-Sabah (1965–1977) (1963–1965 Ministerpräsident)
  - Regierungschef: Ministerpräsident Dschabir al-Ahmad al-Dschabir as-Sabah (1962–1963, 1965–1978) (1977–2006 Emir)

- Libanon
  - Staatsoberhaupt: Präsident Suleiman Frangieh (1970–1976)
  - Regierungschef:
    - Ministerpräsident Takieddin as-Solh (1973–31. Oktober 1974, 1980)
    - Ministerpräsident Rashid as-Solh (31. Oktober 1974–1975, 1992)

- Oman
  - Staats- und Regierungschef: Sultan Qabus ibn Said (1970–2020)

- Saudi-Arabien
  - Staats- und Regierungschef: König Faisal ibn Abd al-Aziz (1964–1975)

- Syrien
  - Staatsoberhaupt: Präsident Hafiz al-Assad (1971–2000) (1970–1971 Ministerpräsident)
  - Regierungschef: Ministerpräsident Mahmud al-Ayyubi (1972–1976)

- Türkei
  - Staatsoberhaupt: Präsident Fahri Korutürk (1973–1980)
  - Regierungschef:
    - Ministerpräsident Naim Talu (1973–25. Januar 1974)
    - Ministerpräsident Bülent Ecevit (25. Januar 1974–17. November 1974, 1977, 1978–1979, 1999–2002)
    - Ministerpräsident Sadi Irmak (17. November 1974–1975)

- Vereinigte Arabische Emirate
  - Staatsoberhaupt: Präsident Zayid bin Sultan Al Nahyan (1971–2004) (1966–2004 Emir von Abu Dhabi)
  - Regierungschef: Ministerpräsident Maktum bin Raschid Al Maktum (1971–1979, 1990–2006) (1990–2006 Emir von Dubai)

### Zentralasien
- Afghanistan
  - Staats- und Regierungschef: Präsident Mohammed Daoud Khan (1973–1978) (1953–1963 Ministerpräsident)

- Mongolei
  - Staatsoberhaupt:
    - Vorsitzender des Großen Volks-Churals Sonomyn Luwsan (1972–11. Juni 1974) (kommissarisch)
    - Vorsitzender des Großen Volks-Churals Jumdschaagiin Tsedenbal (11. Juni 1974–1984) (1952–1974 Vorsitzender des Ministerrats)

  - Regierungschef:
    - Vorsitzender des Ministerrates Jumdschaagiin Tsedenbal (1952–11. Juni 1974) (1974–1984 Vorsitzender des Großen Volks-Churals)
    - Vorsitzender des Ministerrates Dschambyn Batmönch (11. Juni 1974–1984) (1984–1990 Vorsitzender des Großen Volks-Churals)

## Australien und Ozeanien
- Australien
  - Staatsoberhaupt: Königin Elisabeth II. (1952–2022)
    - Generalgouverneur:
    - Paul Hasluck (1969–11. Juli 1974)
    - John Robert Kerr (11. Juli 1974–1977)

  - Regierungschef: Premierminister Gough Whitlam (1972–1975)

- Cookinseln (unabhängiger Staat in freier Assoziierung mit Neuseeland)
  - Staatsoberhaupt: Königin Elisabeth II. (1965–2022)
  - Regierungschef: Premierminister Albert R. Henry (1965–1978)

- Fidschi
  - Staatsoberhaupt: Königin Elisabeth II. (1970–1987)
    - Generalgouverneur: George Cakobau (1973–1983)

  - Regierungschef: Ministerpräsident Kamisese Mara (1970–1987, 1987–1992) (1993–2000 Präsident)

- Nauru
  - Staats- und Regierungschef: Präsident Hammer DeRoburt (1968–1976, 1978–1986, 1986, 1986–1989)

- Neuseeland
  - Staatsoberhaupt: Königin Elisabeth II. (1952–2022)
    - Generalgouverneur: Denis Blundell (1972–1977)

  - Regierungschef:
    - Premierminister Norman Kirk (1972–31. August 1974)
    - Premierminister Hugh Watt (1. September 1974–6. September 1974) (kommissarisch)
    - Premierminister Bill Rowling (6. September 1974–1975)

- Niue (unabhängiger Staat in freier Assoziierung mit Neuseeland) (seit 19. Oktober 1974 unabhängig)
  - Staatsoberhaupt: Königin Elisabeth II. (19. Oktober 1974–2022)
    - Queen’s Representative: Generalgouverneur von Neuseeland

  - Regierungschef: Premierminister Robert Rex (19. Oktober 1974–1992)

- Tonga
  - Staatsoberhaupt: König Taufaʻahau Tupou IV. (1970–2006)
  - Regierungschef: Premierminister Fatafehi Tu'ipelehake (1970–1991)

- Westsamoa (heute Samoa)
  - Staatsoberhaupt: O le Ao o le Malo Tanumafili II. (1962–2007)
  - Regierungschef: Premierminister Mata'afa Mulinu'u II. (1962–1970, 1973–1975)

## Europa
- Albanien
  - Parteichef: 1. Sekretär der albanischen Arbeiterpartei Enver Hoxha (1948–1985) (1946–1954 Ministerpräsident)
  - Staatsoberhaupt: Vorsitzender des Präsidiums der Volksversammlung Haxhi Lleshi (1953–1982)
  - Regierungschef: Ministerpräsident Mehmet Shehu (1954–1981)

- Andorra
  - Co-Fürsten:
    - Staatspräsident von Frankreich:
      - Georges Pompidou Georges Pompidou (1969–2. April 1974)
      - Alain Poher (1969, 3. April 1974–27. Mai 1974) (kommissarisch)
      - Valéry Giscard d’Estaing (27. Mai 1974–1981)

    - Bischof von Urgell: Joan Martí Alanís (1971–2003)

- Belgien
  - Staatsoberhaupt: König Baudouin I. (1951–1993)
  - Regierungschef:
    - Ministerpräsident Edmond Leburton (1973–25. April 1974)
    - Ministerpräsident Leo Tindemans (25. April 1974–1978)

- Bulgarien
  - Parteichef: Generalsekretär der Bulgarischen Kommunistischen Partei Todor Schiwkow (1954–1989) (1971–1989 Staatsratsvorsitzender) (1962–1971 Vorsitzender des Ministerrats)
  - Staatsoberhaupt: Staatsratsvorsitzender Todor Schiwkow (1971–1989) (1954–1989 Parteichef) (1962–1971 Vorsitzender des Ministerrats)
  - Regierungschef: Vorsitzender des Ministerrats Stanko Todorow (1971–1981) (1990 Präsident)

- Dänemark
  - Staatsoberhaupt: Königin Margrethe II. (1972–2024)
  - Regierungschef: Ministerpräsident Poul Hartling (1973–1975)
  - Färöer (politisch selbstverwalteter und autonomer Bestandteil des Königreichs Dänemark)
    - Vertreter der dänischen Regierung: Reichsombudsmann Leif Groth (1972–1981)
    - Regierungschef: Ministerpräsident Atli P. Dam (1970–1981, 1985–1989, 1991–1993)

- Bundesrepublik Deutschland
  - Staatsoberhaupt:
    - Bundespräsident Gustav Heinemann (1969–30. Juni 1974)
    - Bundespräsident Walter Scheel (1. Juli 1974–1979)

  - Regierungschef:
    - Bundeskanzler Willy Brandt (1969–7. Mai 1974)
    - Vizekanzler Walter Scheel (7. Mai 1974–16. Mai 1974) (kommissarisch) (1974–1979 Bundespräsident)
    - Bundeskanzler Helmut Schmidt (16. Mai 1974–1982)

- Deutsche Demokratische Republik
  - Parteichef: Generalsekretär des ZK der SED Erich Honecker (1971–1989) (1976–1989 Staatsratsvorsitzender)
  - Staatsoberhaupt: Vorsitzender des Staatsrats Willi Stoph (1973–1976) (1964–1973, 1976–1989 Vorsitzender des Ministerrates)
  - Regierungschef: Vorsitzender des Ministerrates Horst Sindermann (1973–1976)

- Finnland
  - Staatsoberhaupt: Präsident Urho Kekkonen (1956–1982) (1950–1953, 1954–1956 Ministerpräsident)
  - Regierungschef: Ministerpräsident Kalevi Sorsa (1972–1975, 1977–1979, 1982–1987)

- Frankreich
  - Staatsoberhaupt:
    - Präsident Georges Pompidou (1969–2. April 1974) (1962–1968 Premierminister)
    - Senatspräsident Alain Poher (3. April 1974–27. Mai 1974) (kommissarisch)
    - Präsident Valéry Giscard d’Estaing (27. Mai 1974–1981)

  - Regierungschef:
    - Premierminister Pierre Messmer (1972–27. Mai 1974)
    - Premierminister Jacques Chirac (27. Mai 1974–1976, 1986–1988) (1995–2007 Präsident)

- Griechenland (Abschaffung der Monarchie 1. Juni 1973 – erneut durch Volksabstimmung am 8. Dezember 1974)
  - Staatsoberhaupt:
    - König Konstantin II. (1964–1973/8. Dezember 1974) (ab 1967 im Exil)
    - Präsident Phaidon Gizikis (1973–14. Dezember 1974)
    - Ministerpräsident Konstantinos Karamanlis (14. Dezember 1974–18. Dezember 1974)
    - Präsident Michail Stasinopoulos (18. Dezember 1974–1975)

  - Regierungschef:
    - Ministerpräsident Adamantios Androutsopoulos (1973–24. Juli 1974)
    - Ministerpräsident Konstantinos Karamanlis (1955–1958, 1958–1961, 1961–1963, 24. Juli 1974–1980) (1980–1985, 1990–1995 Präsident)

- Irland
  - Staatsoberhaupt:
    - Präsident Erskine Childers (1973–17. November 1974)
    - Presidential Commission Seán Treacy, James Dooge, Thomas F. O’Higgins (17. November–19. Dezember 1974)
    - Präsident Cearbhall Ó Dálaigh (19. Dezember 1974–1976)

  - Regierungschef: Taoiseach Liam Cosgrave (1973–1977)

- Island
  - Staatsoberhaupt: Präsident Kristján Eldjárn (1968–1980)
  - Regierungschef:
    - Ministerpräsident Ólafur Jóhannesson (1971–28. August 1974, 1978–1979)
    - Ministerpräsident Geir Hallgrímsson (28. August 1974–1978)

- Italien
  - Staatsoberhaupt: Präsident Giovanni Leone (1971–1978) (1963, 1968 Ministerpräsident)
  - Regierungschef:
    - Ministerpräsident Mariano Rumor (1968–1970, 1973–23. November 1974)
    - Ministerpräsident Aldo Moro (1962–1968, 23. November 1974–1976)

- Jugoslawien
  - Staatsoberhaupt: Präsident Josip Broz Tito (1953–1980) (1945–1963 Ministerpräsident)
  - Regierungschef: Präsident des ausführenden Bundesrates Džemal Bijedić (1971–1977)

- Liechtenstein
  - Staatsoberhaupt: Fürst Franz Josef II. (1938–1989)
  - Regierungschef:
    - Alfred Hilbe (1970–27. März 1974)
    - Walter Kieber (27. März 1974–1978)

- Luxemburg
  - Staatsoberhaupt: Großherzog Jean (1964–2000)
  - Regierungschef:
    - Staatsminister Pierre Werner (1959–15. Juni 1974, 1979–1984)
    - Staatsminister Gaston Thorn (15. Juni 1974–1979)

- Malta (seit 13. Dezember 1974 Republik)
  - Staatsoberhaupt:
    - Königin Elisabeth II. (1964–13. Dezember 1974)
      - Generalgouverneur Anthony Mamo (1971–13. Dezember 1974) (1974–1976 Präsident)

    - Präsident: Anthony Mamo (13. Dezember 1974–1976) (1971–1974 Generalgouverneur)

  - Regierungschef: Premierminister Dom Mintoff (1971–1984)

- Monaco
  - Staatsoberhaupt: Fürst: Rainier III. (1949–2005)
  - Regierungschef: Staatsminister André Saint-Mleux (1972–1981)

- Niederlande
  - Staatsoberhaupt: Königin Juliana (1948–1980)
  - Regierungschef: Ministerpräsident Joop den Uyl (1973–1977)
  - Niederländische Antillen (Land des Königreichs der Niederlande)
    - Vertreter der niederländischen Regierung: Gouverneur Ben Leito (1970–1983)
    - Regierungschef: Ministerpräsident Joancho Evertsz (1973–1977)

- Norwegen
  - Staatsoberhaupt: König Olav V. (1957–1991)
  - Regierungschef: Staatsminister Trygve Bratteli (1971–1972, 1973–1976)

- Österreich
  - Staatsoberhaupt:
    - Bundespräsident Franz Jonas (1965–24. April 1974)
    - Bundeskanzler Bruno Kreisky (24. April 1974–8. Juni 1974) (kommissarisch)
    - Bundespräsident Rudolf Kirchschläger (8. Juni 1974–1986)

  - Regierungschef: Bundeskanzler Bruno Kreisky (1970–1983)

- Polen
  - Parteichef: 1. Sekretär Edward Gierek (1970–1980)
  - Staatsoberhaupt: Staatsratsvorsitzender Henryk Jabłoński (1972–1985)
  - Regierungschef: Ministerpräsident Piotr Jaroszewicz (1970–1980)

- Portugal
  - Staatsoberhaupt:
    - Präsident Américo Tomás (1958–25. April 1974)
    - Vorsitzender des Nationalen Rettungsrates António de Spínola (25. April 1974–30. September 1974)
    - Präsident Costa Gomes (30. September 1974–1976)

  - Regierungschef:
    - Ministerpräsident Marcelo Caetano (1968–25. April 1974)
    - Ministerpräsident Adelino da Palma Carlos (16. Mai 1974–18. Juli 1974)
    - Ministerpräsident Vasco Gonçalves (18. Juli 1974–1975)

- Rumänien
  - Parteichef: Generalsekretär Nicolae Ceaușescu (1965–1989) (1967–1989 Staatsoberhaupt)
  - Staatsoberhaupt: Vorsitzender des Staatsrats Nicolae Ceaușescu (1967–1989) (1965–1989 Parteichef)
  - Regierungschef:
    - Ministerpräsident Ion Gheorghe Maurer (1961–29. März 1974) (1958–1961 Staatsoberhaupt)
    - Ministerpräsident Manea Mănescu (29. März 1974–1979)

- San Marino
  - Capitani Reggenti:
    - Antonio Lazzaro Volpinari (1. Oktober 1973–1. April 1974, 1977, 2002) und Giovan Luigi Franciosi (1963–1964, 1. Oktober 1973–1. April 1974)
    - Ferruccio Piva (1959–1960, 1965, 1969, 1. April 1974–1. Oktober 1974) und Giordano Bruno Reffi (1. April 1974–1. Oktober 1974, 1977–1978)
    - Francesco Valli (1962, 1966, 1970, 1. Oktober 1974–1. Oktober 1975, 1978) und Enrico Andreoli (1956, 1. Oktober 1974–1. Oktober 1975, 1978)

  - Regierungschef: Außenminister Gian Luigi Berti (1973–1976) (1993–1994 Capitano Reggente)

- Schweden
  - Staatsoberhaupt: König Carl XVI. Gustaf (seit 1973)
  - Regierungschef: Ministerpräsident Olof Palme (1969–1976, 1982–1986)

- Schweiz[1]
  - Bundespräsident Ernst Brugger (1. Januar 1974–31. Dezember 1974)
  - Bundesrat:
    - Rudolf Gnägi (1966–1979)
    - Ernst Brugger (1970–1978)
    - Pierre Graber (1970–1978)
    - Kurt Furgler (1972–1986)
    - Hans Hürlimann (1. Januar 1974–1982)
    - Georges-André Chevallaz (1. Januar 1974–1983)
    - Willi Ritschard (1. Januar 1974–1983)

- Sowjetunion
  - Parteichef: Generalsekretär der KPdSU Leonid Breschnew (1964–1982) (1960–1964, 1977–1982 Staatsoberhaupt)
  - Staatsoberhaupt: Vorsitzender des Präsidiums des obersten Sowjets Nikolai Podgorny (1965–1977)
  - Regierungschef: Vorsitzender des Ministerrats Alexei Kossygin (1964–1980)

- Spanien
  - Staatsoberhaupt: Caudillo Francisco Franco (1939–1975) (bis 1973 auch Regierungschef)
  - Regierungschef:
    - Ministerpräsident Torcuato Fernández-Miranda (1973–2. Januar 1974) (kommissarisch)
    - Ministerpräsident Carlos Arias Navarro (2. Januar 1974–1976)

- Tschechoslowakei
  - Parteichef: Vorsitzender Gustáv Husák (1969–1987) (1975–1989 Präsident)
  - Staatsoberhaupt: Präsident Ludvík Svoboda (1968–1975)
  - Regierungschef: Ministerpräsident Lubomír Štrougal (1970–1988)

- Ungarn
  - Parteichef: Generalsekretär der Partei der Ungarischen Werktätigen János Kádár (1956–1988) (1956–1958, 1961–1965 Ministerpräsident)
  - Staatsoberhaupt: Vorsitzender des Präsidentschaftsrats Pál Losonczi (1967–1987)
  - Regierungschef: Ministerpräsident Jenő Fock (1967–1975)

- Vatikanstadt
  - Staatsoberhaupt: Papst Paul VI. (1963–1978)
  - Regierungschef: Kardinalstaatssekretär Jean-Marie Villot (1969–1979)

- Vereinigtes Königreich
  - Staatsoberhaupt: Königin Elisabeth II. (1952–2022) (gekrönt 1953)
  - Regierungschef:
    - Premierminister Edward Heath (1970–4. März 1974)
    - Premierminister Harold Wilson (1964–1970, 4. März 1974–1976)

- Republik Zypern
  - Staats- und Regierungschef:
    - Präsident Makarios III. (1960–15. Juli 1974, 1974–1977)
    - Präsident Nikos Sampson (15. Juli 1974–23. Juli 1974)
    - Präsident Glafkos Klerides (23. Juli 1974–7. Dezember 1974) (kommissarisch)
    - Präsident Makarios III. (1960–1974, 23. Juli/7. Dezember 1974–1977)